# Sân bay Kushiro
Sân bay Kushiro (釧路空港 Kushiro Kūkō) (IATA: KUH, ICAO: RJCK) là một sân bay ở Kushiro, Hokkaidō, Nhật Bản. Sân bay này có 1 đường băng bề mặt nhựa đường, dài 2500 m.

## Các hãng hàng không và các tuyến điểm
Hiện có các hãng hàng không sau đang hoạt động tại sân bay này:
- All Nippon Airways (Osaka-Itami, Sapporo-Okadama, Tokyo-Haneda)
- Hokkaido Air System (Asahikawa, Hakodate, Sapporo-Chitose, Sapporo-Okadama)
- Japan Airlines (Nagoya-Chubu, Osaka-Kansai, Tokyo-Haneda)
- Korean Air (Sân bay quốc tế Incheon) (thuê bao mùa Hè)